# شبه‌جنگ
شبه‌جنگ (انگلیسی: Quasi-War; فرانسوی: Quasi-guerre‎) یک جنگ دریایی اعلام‌نشده بود که از سال ۱۷۹۸ تا ۱۸۰۰ میان ایالات متحده و جمهوری اول فرانسه، عمدتاً در دریای کارائیب و سواحل شرقی ایالات متحده درگرفت. توانایی کنگره برای مجوز دادن به اقدام نظامی بدون اعلام رسمی جنگ بعداً توسط دیوان عالی تأیید شد و پایه بسیاری از اقدامات مشابه از جمله مشارکت آمریکا در جنگ ویتنام و جنگ خلیج فارس در سال ۱۹۹۱ را تشکیل داد. 
در سال ۱۷۹۳، کنگره بازپرداخت وام‌های فرانسوی را که در طول جنگ انقلابی آمریکا متحمل شده بود، به حالت تعلیق درآورد. این اختلاف به دلیل تفاسیر متفاوت از معاهدات اتحاد و تجارت ۱۷۷۸ میان دو کشور بیشتر شد. فرانسه که در آن زمان درگیر جنگ ائتلاف نخست ۱۷۹۲–۱۷۹۷ بود که شامل بریتانیای کبیر نیز می‌شد، معاهده جی ۱۷۹۴ میان ایالات متحده و بریتانیا را ناسازگار با آن معاهدات تلقی کرد و با توقیف کشتی‌های آمریکایی که با بریتانیا تجارت می‌کردند، تلافی‌جویند.
مذاکرات دیپلماتیک نتوانست این اختلافات را حل کند و در اکتبر ۱۷۹۶ کشتی‌های خصوصی فرانسوی بدون در نظر گرفتن ملیت، شروع به حمله به کشتی‌های تجاری در آب‌های آمریکا کردند. انحلال نیروهای نظامی فدرال پس از استقلال باعث شد که ایالات متحده نتواند پاسخی مؤثر داشته باشد و تا اکتبر ۱۷۹۷، بیش از ۳۱۶ کشتی آمریکایی به اسارت درآمدند. در مارس ۱۷۹۸، کنگره نیروی دریایی ایالات متحده را دوباره گردآوری کرد و در ژوئیه همان سال اجازه استفاده از نیروی نظامی علیه فرانسه را صادر کرد.
افزون بر تعدادی از اقدامات انفرادی کشتی‌ها، تا سال ۱۷۹۹ تلفات آمریکا به‌طور قابل توجهی از طریق همکاری غیررسمی با نیروی دریایی انگلیس کاهش یافت که به موجب آن کشتی‌های تجاری از هر دو کشور اجازه داشتند به کاروان‌های یکدیگر بپیوندند. مذاکرات دیپلماتیک میان ایالات متحده و فرانسه ادامه یافت و تأسیس کنسولگری فرانسه در نوامبر ۱۷۹۹ منجر به انعقاد کنوانسیون ۱۸۰۰ شد که به جنگ پایان داد.